# Łukasz Stachowski
Pour les articles homonymes, voir Stachowski.
Łukasz Stachowski, né le 31 décembre 1990 à Poznań, est un joueur professionnel de squash représentant la Pologne. Il atteint en avril 2015 la 240e place mondiale sur le circuit international, son meilleur classement. Il est champion de Pologne en 2017.

## Palmarès

### Titres
- Championnat de Pologne : 2017